# David Oistrakh

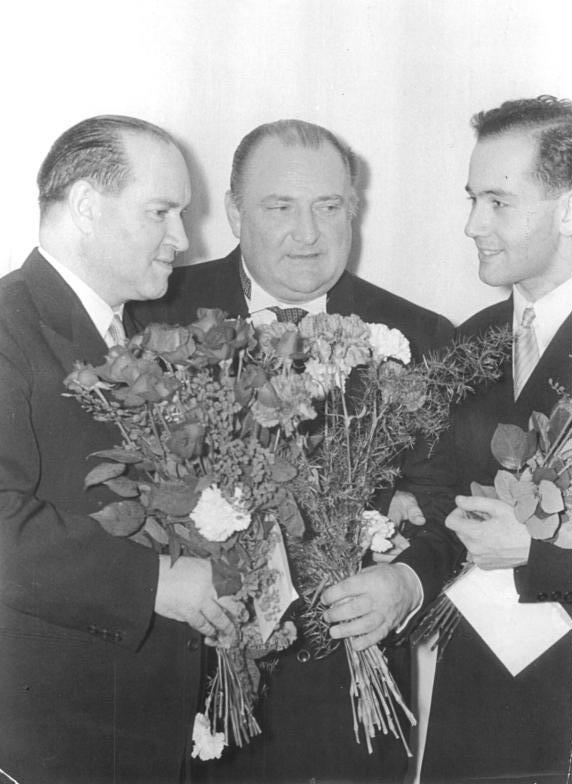
David Oistrakh

David Fyodorovich Oistrakh David Fiodorovič Ojstrah; (Odessa, 30 de setembro de 1908 - Amesterdão, 24 de outubro de 1974), foi um virtuoso violinista russo-ucraniano, um dos mais consagrados no século XX. Fez muitas gravações. A ele se dedicaram numerosas obras para violino.
Filho de uma cantora de ópera, habituou-se em idade tenra à música. Ganhou seu primeiro violino aos 3 anos de idade. Ele certa vez declarou que era como um brinquedo, não havia nada mais divertido como sair com seu violino para passear na rua. Inocente criança, sonhava em ser um violinista de rua. Aos 5 anos de idade, com insistência, ganhou o primeiro violino de seus pais com intuito sério. Estudou com o renomado mestre musical Piotr Solomonovich Stoliarsky, seu primeiro e único professor. Morreu aos 24 de outubro de 1974, em Amsterdã, um dia após uma "corriqueira brilhante" apresentação no Concertgebow como maestro de sinfonias de Brahms. No momento da partida teve o conforto dos braços da mulher amada, sua esposa Tamara, que conhecia há 50 anos. Deixou também um filho, nascido em 1931, Igor, violinista exímio.